# Dendrohyrax interfluvialis
Dendrohyrax interfluvialis — вид гризунів родини даманових. Описаний у 2021 році.

## Поширення
Вид поширений у Західній Африці між руслами річок Нігер та Вольта.

## Опис
Відрізняється від споріденоного Dendrohyrax dorsalis нічними гавкаючими вокалізаціями, коротшим і широким черепом та світлішим хутром.